# Typ okrętu
Typ okrętu – jeden lub więcej okrętów uznawanych za jedną grupę z powodu wspólnej konstrukcji (projektu), charakterystyk technicznych lub właściwości, które wyposażone są identycznie bądź niemal identycznie.